# STARS (中島美嘉の曲)
「STARS」（スターズ）は、中島美嘉の1枚目のシングル。

## 解説
- デビュー作ながらオリコン初登場3位を記録し、自身最大のセールスを誇る。累計売上枚数は46.9万枚（オリコン調べ）となっている。
- 関西テレビ・フジテレビ系ドラマ「傷だらけのラブソング」主題歌。このドラマには中島も出演しており、女優デビューも果たしている。ドラマ内では、主演の高橋克典がこの曲を歌唱しているシーンがあり、のちにシングル『熱くなれ！』にカバーを収録。
- 1stアルバム『TRUE』には両曲が収録された（「STARS」はアルバムバージョン）。ベストアルバム『BEST』には「STARS」の新録バージョンが収録されている。シングルバージョンは後に2014年に発売したベストアルバム『DEARS』に収録された。
- 初回限定盤は、スーパーピクチャーレーベル。
- 後に作曲者の川口大輔がセルフカヴァーしている。また、韓国の歌手・ミン・ヒョリン、オーストラリア出身の歌手・シェネル、声優の高橋李依もこの曲をカバーした。

## 収録曲
1. STARS
  - 作詞：秋元康／作曲：川口大輔／編曲：冨田恵一
2. TEARS（粉雪が舞うように...）
  - 作詞：秋元康、中島美嘉／作曲：林浩司／編曲：DREAMFIELD[1]

1. STARS [Instrumental]
2. TEARS（粉雪が舞うように...）[Instrumental]

## 収録アルバム
- TRUE (#1,2、#1はアルバムバージョン)
- BEST (#1、再録)
- DEARS (#1)

## カバー
- 高橋克典 - シングル『熱くなれ!』（2002年1月30日発売）に収録。
- シェネル - アルバム『ビリーヴ』（2012年7月4日発売）に収録。
- TRUSTRICK - トリビュートアルバム『MIKA NAKASHIMA TRIBUTE』（2016年2月24日発売）に収録[2]
- 高木さん（高橋李依）- TVアニメ『からかい上手の高木さん2』第7話EDテーマ。カバーアルバム『「からかい上手の高木さん2」Cover Song Collection』（2019年9月25日発売）に収録。